# Lockerbie
Lockerbie is een plaats met circa 4000 inwoners (2020), gelegen in de regio Dumfries and Galloway in het zuidwesten van Schotland. Het stadje ligt aan de snelweg A74 en heeft een spoorwegstation.
Lockerbie is ook de gangbare aanduiding voor een terreurdaad: op 21 december 1988 explodeerde een overvliegend Amerikaans passagiersvliegtuig en stortte neer op het stadje. Zie hiervoor het artikel Lockerbie-aanslag.